# Антас де Уля
Антас де Уля (на испански: Antas de Ulla; на галисийски: Concello de Antas) е община в Испания, част от провинция Луго на автономната област Галисия. Площта на общината е 104 км²; населението е около 2600 души.

## Икономика
Главно икономиката се основава на земеделие и животновъдство.